# Aleksander Sanguszko
Aleksander Sanguszko (ok. 1508-1565) – książę, kniaź peremylski, marszałek hospodarski w 1553 r. Był synem Andrzeja Michałowicza i Anny Chreptowicz (zm. 1545). Ożenił się z Hanną Połubińską (zm. 1547), potem z Nastazją Żylińską (zm. 1535) z którą miał syna Lwa (1533-1571).